# موت
الموت هو حالة توقف الكائنات الحية نهائيًا عن النمو، والاستقلاب، والنشاطات الوظيفية الحيوية الأخرى مثل التنفس، والأكل، والشرب، والتفكير، والحركة، والمشاعر، وجميع النشاطات الحيوية ولا يمكن للأجساد الميتة أن ترجع لمزاولة النشاطات والوظائف الآنفة الذكر.

## تعريفات الموت
طبيا هناك تعريفان للموت:

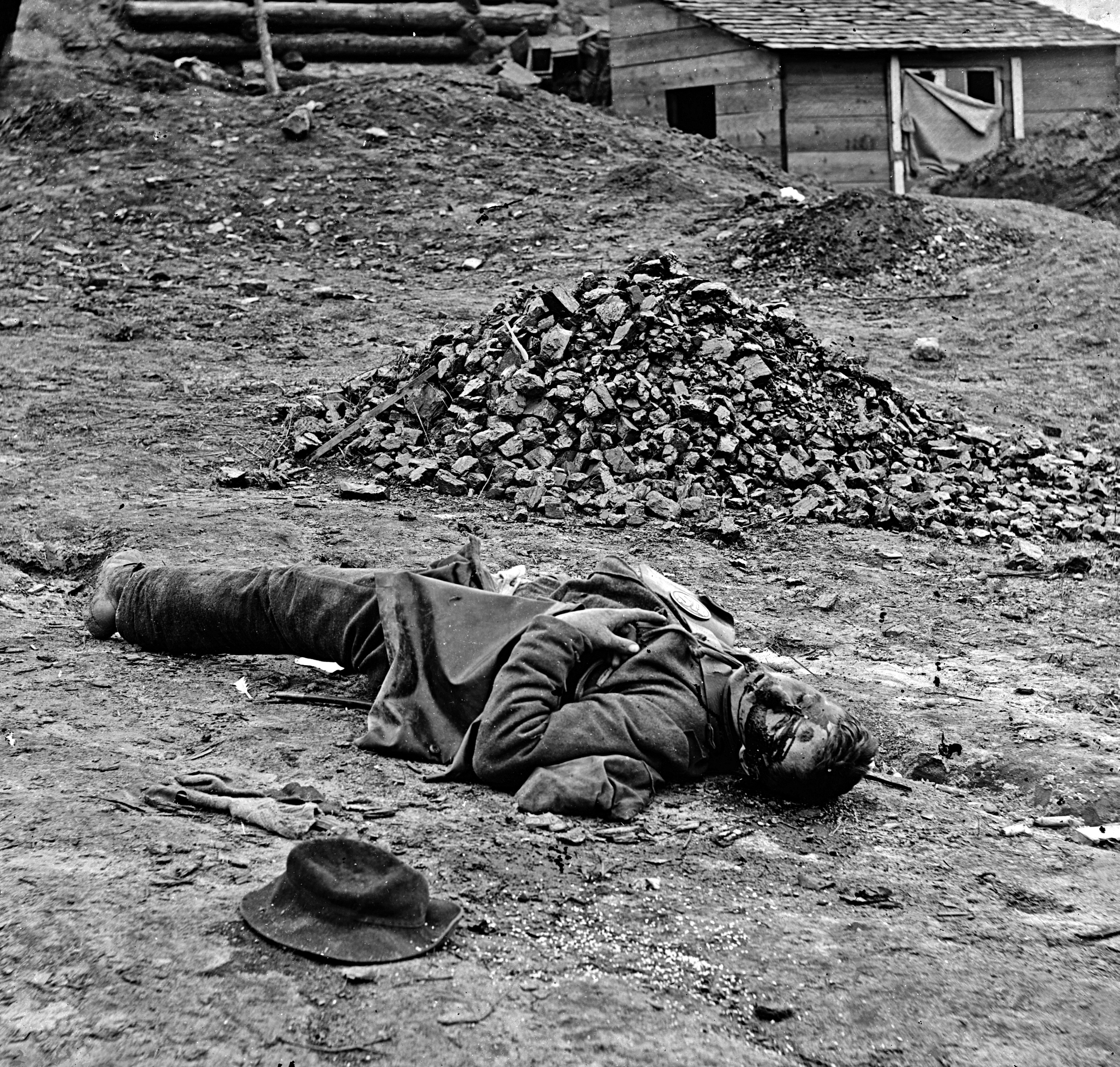
جندى قتيل في الحرب الأهلية الأمريكية، حصار بطرسبرج 1 إبريل 1865

1. الموت السريري: هو حالة الانعدام الفجائي لدوران الدم في الأوعية الدموية والتنفس والوعي، وفي أحيان قليلة يمكن بواسطة إنعاش قلبي رئوي (CPR) إنقاذ شخص من الموت السريري، وإذا لم يتم التدخل بسرعة في الإنعاش فإن الشخص سيدخل حالة الموت البيولوجي.
2. الموت الدماغي: هو الفقدان الكامل لوظائف الدماغ بحيث يتعذر علاجه (بما يتضمن النشاطات اللاإرادية اللازمة للحياة).[5][6] وفقدان وظيفة ساق جذع الدماغ والنخاع الشوكي بشكل كامل ونهائي، وهذه الأعضاء الثلاثة المذكورة لن ترجع إليها وظائفها أبدًا (على الأقل وفقًا لمعلوماتنا العلمية والتقنية الحالية).[بحاجة لمصدر]

حسب هذا التعريف فإن الشخص الميت بيولوجيا (دماغيًّا) يمكن أن يعمل قلبه لبرهة من الزمن حتى بعد موته لأن القلب ينبض بنفسه دون أن يكون هناك دماغ يعمل، لكن الشخص الميت دماغيًا لا يستطيع التنفس لذلك نسبة الأكسجين في الدم تقل بشكل تدريجي وسريع مما يؤدي بالنهاية إلى توقف القلب أيضًا عن العمل بسبب قلة الأكسجين اللازم لعضلات القلب، وأي شخص يتنفس طبيعيًا دون وجود التنفس الاصطناعي فذلك يعني أن هذا الشخص غير ميت بيولوجيًا (دماغياً).
ووفقًا لقانون بعض الدول فإنه يمكن إزالة أعضاء أشخاص ميتين دماغيا وزرعها في أشخاص مرضى بحاجة إليها بشرط أن يكون قلب ورئتي الشخص الميت دماغيا يعملان بشكل اصطناعي، لأن التنفس لا يكون طبيعيًا في حالة الموت الدماغي.
يبدأ الجسم الميت تدريجيا بفقدان درجة الحرارة ويصبح الجسم باردًا ويتحلل تدريجيًا بمرور الزمن وتنبعث منه أيضًا رائحة كريهة.

## الموت وفقا للمفهوم الديني
الموت خروج الروح من جسم الإنسان والانتقال إلى مرحلة الحياة الأخرى، وأغلب الأديان لا تحدد ماهية الروح هذه والكل يقول بأن هذا سرّ من أسرار الله.
ويؤمن أتباع الديانات السماوية بأن هناك حياة أخرى بعد الموت تعتمد على إيمان البشر أو أفعالهم فينالون العقاب في النار أو الثواب في الجنّة، فهذه الديانات جميعها جاءت لترسخ مبدأ الثواب والعقاب، ويعتبر الإسلام أن الروح هي من علم الغيب عند الله وهي سر عظيم من أسرار الرب.
ويؤمن أتباع الديانة البوذية بدورة من الولادة، والموت وإعادة الولادة لا يخرج منها الإنسان إلا بالوعي الكامل لحقيقة الوجود، وتؤمن ديانات أخرى بتناسخ الأرواح كالهندوسية.

## طقوس الموت
تتنوع الطقوس المرتبطة بالموت بحسب الثقافات المختلفة، فهناك ثقافات تعمل على التخلص من جثّة الميت إما بدفنها أو بحرقها، كما قامت الحضارات الفرعونية في مصر القديمة بتحنيط الجثث وذلك لاعتقادهم بأن الروح سترجع مرة أخرى، ومن يمس الجثة ستنزل عليه لعنة الفرعون.
يقوم أتباع بعض الديانات كالإسلام بغسل الميت وتكفينه والصلاة عليه ودفنه، باستثناء حالات معينة يدفن الميت دون غسل مثل حالة الشهيد بحسب المعتقد الإسلامي ولا يتم تكفينه بغير ثيابه التي استشهد فيها، وفي الثقافات الغربية عموما يتم تجهيز الميت ليكون بشكل مقبول نسبيا وذلك في إطار طقوس توديعه وإلقاء النظرة الأخيرة عليه.
أما في الهند بالنسبة للهندوس فهناك طقوس للميت حيث يجتمع أقاربه في المحرقة ثم يحضر خشب بوزن خاص ويوضع بشكل طولي بين أعمدة من الحديد مثبتة في الأرض خصيصًا لهذا الغرض ويوضع هذا الخشب ثم يؤتى بالميت ويدهن وجهه بقليل من المواد المساعدة على الاحتراق ثم يوضع فوق الخشب المصفوف سابقا ثم يوضع فوقه بقية الخشب ثم يبدأ بالحرق ويوضع بعض من روث البقر اعتقادًا منهم ببركتها للميت ثم يأتي الأقارب ويبدؤون برمي بعض الأشياء الصغيرة من روث وغيره وهذا بعد أن يحترق أغلب جسده ثم تأتي عائلته وتأخذ رماد جسده وتتجه به نحو النهر المقدس ثم ينثر هناك، والجدير بالذكر أنه في السابق كان الرجل الهندي الهندوسي عندما يموت ويحرق فإن زوجته تحرق معه، وبعد أن جاءت الدولة الهندية الحديثة منعت ذلك وأصبحت تعاقب من يفعل ذلك بشدة، ولكن الهندوس عقبوا بأن من تخلص لزوجها فإنها ولا شك ستحرق نفسها معه.